# Anouk Loubié
Anouk Loubié (née le 13 mai 1969) est une kayakiste française pratiquant le slalom. Elle est championne du Monde juniors individuelle en 1986.

## Palmarès

### Championnats du monde de slalom
- 1997 à Três Coroas
  -  Médaille d'argent en K1 par équipe
- 1991 à Tacen
  -  Médaille d'or en K1 par équipe